# Murska republika
Murska republika (madžarsko Mura Köztársaság, Vendvidéki Köztársaság, Muravidéki Köztársaság, prekmursko: Respublika Slovenska okroglina, ali Respublika Mörska) je naziv za zatrto republiko, ki je obstajala na ozemlju Prekmurja in je temeljila na idejah enakopravnosti, demokracije in razdelitve zemlje vaščanom po vzoru oktobrske revolucije v Rusiji. Ustanovljena je bila 29. maja 1919 ob 11.30 v Murski Soboti. Njen voditelj je bil Vilmoš Tkalec. Republika je obstajala do 6. junija 1919, ko so jo zatrle enote madžarske Rdeče armade.